# Castelo da Murta
O Castelo da Murta localiza-se na localidade da Murta, no municípios de Agost, província de Alicante, na comunidade autónoma da Comunidade Valenciana, na Espanha.
Em posição dominante sobre um monte, embora em tempos idos tenha se constituído numa fortificação estratégica, actualmente apenas restam alguns vestígios que permitem inferir a sua antiga estrutura.